# Denumire Flamsteed
Denumirea Flamsteed a stelelor este asemănătoare denumirii Bayer  cu excepția faptului că în loc de litere grecești sunt folosite numere. Fiecărei stele îi este atribuit un număr urmat de genitivul numelui latin al constelației în care se află. 2554 de stele au fost denumite folosind notația Flamsteed.
Inițial numerele au fost atribuite în ordinea creșterii ascensiei drepte în interiorul constelației dar, datorită efectelor precesiei, astăzi nu mai respectă (în unele cazuri) în mod precis această ordine. Această modalitate de desemnare a stelelor a apărut pentru prima oară în versiunea preliminară a operei Historia Coelestis Britannica a astronomului englez John Flamsteed, carte publicată - fără aprobarea autorului - de către Edmond Halley și Isaac Newton în 1712. În varianta finală a catalogului lui Flamsteed însă, apărută (postmortem) în 1725, este complet omisă  orice denumire numerică a stelelor.
Totuși aceste denumiri au devenit populare pe parcursul secolului al XVIII-lea și astăzi sunt folosite acolo unde nu există o denumire Bayer. La stelele care au o denumire Bayer aceasta este folosită - în marea majoritate a cazurilor - în locul denumirii Flamsteed. În cazul în care denumirea Bayer a unei stele conține pe lângă litera grecească și un număr atașat acesteia se pare că denumirea Flamsteed tinde să fie mai folosită, astfel mult mai des se folosește „55 Cancri” decât „ρ-1 Cancri”.
Datorită compromisurilor ce au trebuit făcute la trasarea oficială a constelațiilor moderne se întâmplă ca astăzi o stea să cadă în altă constelație decât cea menționată în propria-i denumire Flamsteed (lucru valabil și pentru denumirea Bayer).
Catalogul lui Flamsteed cuprindea numai stelele vizibile din Marea Britanie, prin urmare stelele din constelațiile foarte sudice (nefiind vizibile în această zonă) nu au denumiri Flamsteed.
Unele date din catalogul lui Flamsteed sunt eronate: de exemplu, fără să-și dea seama că este o planetă, în 1690 el observă planeta Uranus și o trece în catalog ca o stea din constelația Taurului cu numele „34 Tauri”.